# Władysław Kornak
Władysław Kornak (ur. 8 sierpnia 1916 w Rzeszowie, zm. 8 lipca 1989 w Katowicach) – polski aktor teatralny, filmowy i radiowy.

## Życiorys
Jako aktor debiutował w 1944 roku teatrze wojskowym 10. Sudeckiej Dywizji Piechoty LWP, prowadzonym przez Józefa Hena. Po zakończeniu II wojny światowej występował w Teatrze Domu Żołnierza w Katowicach oraz Wrocławiu (1945-1946). Następnie był członkiem zespołów: Teatru Ziemi Rzeszowskiej (1946-1950, w 1949 zdał eksternistyczny egzamin aktorski), Teatru im. Juliusza Osterwy w Lublinie (1950) oraz Teatru im. Stefana Żeromskiego w Kielcach (1950-1953). Od 1953 roku był aktorem Teatru Śląskiego im. Stanisława Wyspiańskiego w Katowicach, gdzie występował do 1983 roku. Wystąpił również w dwudziestu spektaklach Teatru Telewizji (1967-1983) oraz dwudziestu audycjach Teatru Polskiego Radia.
W 1980 roku otrzymał Złotą Maskę.

## Filmografia
- Celuloza (1953) – Mormul, szwagier Tomasza
- Czarne skrzydła (1962)
- Weekendy (1963) – gajowy Wychowski
- Życie rodzinne (1970)
- Za metą start (1976) – kibic w knajpie
- Czerwone i czarne kamienie (1976) – Sobiepan
- Ślad na ziemi (1978) – dyrektor (odc. 4)
- Sekret Enigmy (1979)
- Tajemnica Enigmy (1979) – odc. 2
- Olimpiada ’40 (1980)
- Jest mi lekko (1982) – bogacz z duchotami
- Blisko, coraz bliżej (1982) – odc. 9
- Sny i marzenia (1983) – minister
- 6 milionów sekund (1983) – nauczyciel polskiego (odc. 2, 10)
- Na kłopoty… Bednarski (1986) – odc. 7
- Biała wizytówka (1986) – odc. 1, 3, 5
- Rodzina Kanderów (1988) – odc. 12